# یوگنی مورزین
یوگنی مورزین (انگلیسی: Yevgen Murzin؛ زادهٔ ۲۴ سپتامبر ۱۹۶۵) بازیکن بسکتبال، و سرمربی (بسکتبال) اهل اوکراین است.